# Midgee minuta
Midgee minuta là một loài nhện trong họ Toxopidae.
Loài này thuộc chi Midgee. Midgee minuta được Hugh Davies miêu tả năm 1995.